# Helgolandkabel
Das Helgolandkabel ist mit einer Länge von 53 Kilometern das längste Seekabel, das komplett innerhalb des deutschen Hoheitsgebietes verläuft. Es ist ein 30-kV-Drehstromkabel zur Stromversorgung der Insel Helgoland und wurde von den Norddeutschen Seekabelwerken für den Energieversorger E.ON Hanse aus einem Stück gefertigt. Die gesamte Länge beträgt (mit Reserve) 55 Kilometer; es ersetzt die bisherige Stromversorgung Helgolands mit dieselgetriebenen Generatoren. Neben einem stromführenden Teil enthält das Kabel Lichtwellenleiter für den Datenverkehr.

## Verlegung
Die Projektierung begann 2007; die Verlegung war für das Frühjahr 2009 geplant, musste aber aufgrund schlechten Wetters viermal verschoben werden. Am 6. Juni 2009 begann schließlich der Kabelleger Nostag 10 von St. Peter-Ording aus mit der Arbeit, nach 12 (geplant 21) Tagen erreichte er Helgoland. Das Kabel wurde etwa 1,5 Meter tief in den sandigen Meeresboden eingespült. Seit September 2009 ist Helgoland nach Fertigstellung aller Anschlüsse als letzte deutsche Gemeinde an das europäische Verbundsystem angeschlossen.

## Technische Daten
| Parameter             | Wert                    |
| --------------------- | ----------------------- |
| Durchmesser           | 105 mm                  |
| Masse                 | 800.000 kg, ≈ 16,8 kg/m |
| Spannung              | 30 kV                   |
| Übertragbare Leistung | 5.000 kW                |